# ポール・ベス
ポール・ベイス（Paul Baysse、1988年5月18日 - ）は、フランス・ボルドー出身の元サッカー選手。現役時代のポジションはDF。

## 経歴
FCジロンダン・ボルドーにプロキャリアを始めるも、トップリームでのリーグ戦出場機会は無く、期限付き移籍先のCSスダンに完全移籍した。OGCニースでは主力として活躍し、チームのチャンピオンズリーグ出場権獲得に貢献した。
2018年8月16日、SMカーンに期限付き移籍。
2022年9月5日、ボルドーの公式サイトで現役引退とローラン・コシールニーの後任としてクラブのスタッフに就任することが発表された

### 代表歴
年代別のフランス代表に召集されている。